# Rio Ave Futebol Clube
Il Rio Ave Futebol Clube, meglio noto come Rio Ave, è una società calcistica portoghese con sede nella città di Vila do Conde. Milita nella Primeira Liga, massima divisione del campionato portoghese di calcio.
Disputa le partite casalinghe allo stadio municipale dos Arcos, che ospita 5 300 spettatori.

## Storia
Il club è stato fondato il 10 maggio 1939 ed ha inizialmente preso parte alle competizioni di zona. Nel 2013-2014 disputa la sua 50ª stagione nei campionati nazionali, la maggior parte dei quali (18) trascorsi in Primeira Liga.
Ha conquistato la prima promozione della sua storia nella stagione 1976-1977, quando è stato campione nazionale di Terceira Divisão. Due anni dopo, arrivando secondo nel campionato cadetto, ha conquistato la promozione in Primeira Divisão per la prima volta nella sua storia, anche se dopo una sola stagione (1979-1980) il Rio Ave è retrocesso. Nel 1980-1981 ha vinto il gruppo settentrionale della Segunda Divisão, tornando in Primeira e nel 1981-1982 si è classificato al 5º posto, ancora oggi il miglior risultato della sua storia in massima serie. Nel 1983-1984 disputa la finale di Taça de Portugal contro il Porto, venendo sconfitta 4-1, ma solo l'anno seguente retrocede in Segunda Divisão.
Vittorioso nel campionato cadetto 1985-1986, il Rio Ave retrocede nuovamente nel 1987-1988 e passeranno otto anni prima di poter festeggiare il ritorno in massima divisione. Nel frattempo, complice la creazione della Liga de Honra, il club si ritrova al 3º livello del campionato nazionale: nel 1990-1991 ottiene la promozione nella nuova Liga de Honra grazie alla vittoria del gruppo settentrionale di Segunda Divisão.
La vittoria della Liga de Honra 1995-1996 riporta il Rio Ave in Primeira Liga. Da allora, la squadra di Vila do Conde è stata tra le più presenti del massimo campionato portoghese, retrocedendo in Liga de Honra nel 1999-2000 ma ritornando in Primeira Liga tre anni dopo; ancora più breve la permanenza in cadetteria seguita alla retrocessione del 2005-2006: dopo due stagioni, il Rio Ave è tornato in Primeira Liga. Dal 2008-2009 gioca stabilmente in massima serie.
Nella stagione 2013-2014 dopo aver chiuso il campionato all'undicesimo posto, approda in entrambe le finali delle coppe nazionali, venendo, però, sconfitta in ambedue le situazioni, e sempre dal Benfica, capace di imporsi per 2-0 in Taça da Liga e, qualche giorno più tardi, 1-0 in Taça de Portugal. Nonostante i due insuccessi, il secondo posto nella Taça de Portugal gli ha garantito, per la prima volta nella sua storia, di accedere direttamente alla fase a gironi della UEFA Europa League.
Nella stagione 2019-2020 chiude il campionato al quinto posto, qualificandosi ai preliminari di UEFA Europa League 2020-2021; entra in gioco dal secondo turno eliminando i bosniaci del Borac Banja Luka avanzando al terzo turno dove estromette ai calci di rigore il Beşiktaş e si guadagna l'accesso ai play-off dove viene però eliminato ai rigori dal Milan per 9-8 (11-10 includendo il pareggio per 2-2 maturato nel 120 minuti).

## Strutture

### Stadio
Lo Stadio municipale dos Arcos, che ospita le gare interne della squadra, è stato costruito nel 1984 ed inaugurato il 13 ottobre di quell'anno. Può contenere un massimo di 10 660 spettatori.
La misura del terreno di gioco è di 105 per 65 metri.

## Colori e simboli
I colori sociali sono il bianco ed il verde.
Lo stemma rappresenta una caravella e, sullo sfondo, un pallone da calcio. L'imbarcazione è un simbolo tradizionale del Portogallo ed è anche un'allusione alla vocazione marinara della città di Vila do Conde, essendo presente anche nello stemma cittadino.

## Palmarès

### Competizioni nazionali
- Campionato di Terceira Divisão: 1

1976-1977
- Campionato di Segunda Divisão: 3

1980-1981, 1985-1986, 1990-1991
- Campionato di Segunda Liga: 3

1995-1996, 2002-2003, 2021-2022

### Competizioni regionali
- Taça Porto: 1

1966-1967

### Altri piazzamenti
- Campionato di Segunda Divisão

Secondo posto: 1978-1979
- Coppa del Portogallo:

Finalista: 1983-1984, 2013-2014
Semifinalista: 1999-2000, 2009-2010, 2014-2015, 2015-2016, 2024-2025
- Coppa di Lega portoghese:

Finalista: 2013-2014
Semifinalista: 2012-2013
- Supercoppa di Portogallo:

Finalista: 2014
- Campionato di Segunda Liga

Secondo posto: 2007-2008
Terzo posto: 2006-2007

## Statistiche e record

### Statistiche di squadra
- Miglior piazzamento in Primeira Liga: 5º posto (1981-1982 e 2019-2020)
- Peggior piazzamento in Primeira Liga: 18º posto (1987-1988)
- Maggior numero di reti segnate in Primeira Liga: 43 (1982-1983)
- Minor numero di reti segnate in Primeira Liga: 22 (1979-1980)
- Maggior numero di reti subite in Primeira Liga: 67 (1987-1988)
- Minor numero di reti subite in Primeira Liga: 31 (1981-1982 e 2009-2010)
- Miglior differenza reti in Primeira Liga: +5 (2003-2004)
- Peggior differenza reti in Primeira Liga: -39 (1979-1980)
- Miglior vittoria in Primeira Liga: 6-1 vs Marítimo (1982-1983) e vs Paços de Ferreira (2010-2011)
- Peggior sconfitta in Primeira Liga: 0-8 vs Benfica (1979-1980)

#### Statistiche nelle competizioni UEFA
Tabella aggiornata alla fine della stagione 2021-2022.
| Competizione                  | Partecipazioni | G  | V | N | P | RF | RS |
| ----------------------------- | -------------- | -- | - | - | - | -- | -- |
| Coppa UEFA/UEFA Europa League | 4              | 17 | 5 | 5 | 7 | 17 | 22 |

## Organico

### Rosa 2024-2025
| N. |                        | Ruolo | Calciatore       |
| -- | ---------------------- | ----- | ---------------- |
| 1  | Polonia (bandiera)     | P     | Cezary Miszta    |
| 2  | Inghilterra (bandiera) | D     | Jonathan Panzo   |
| 3  | Grecia (bandiera)      | D     | Andreas Ntoi     |
| 4  | Inghilterra (bandiera) | D     | Nelson Abbey     |
| 6  | Portogallo (bandiera)  | C     | João Novais      |
| 7  | Brasile (bandiera)     | C     | André Luiz       |
| 8  | Portogallo (bandiera)  | C     | Vítor Gomes      |
| 9  | Brasile (bandiera)     | A     | Clayton          |
| 11 | Portogallo (bandiera)  | C     | Tiago Morais     |
| 14 | Israele (bandiera)     | A     | Karem Zoabi      |
| 15 | Nigeria (bandiera)     | A     | Chukwudi Igbokwe |
| 16 | Costa Rica (bandiera)  | D     | Brandon Aguilera |
| 17 | Grecia (bandiera)      | D     | Marios Vrousai   |
| 19 | Portogallo (bandiera)  | C     | Kiko Bondoso     |
| 20 | Portogallo (bandiera)  | D     | João Tomé        |

| N. |                        | Ruolo | Calciatore             |
| -- | ---------------------- | ----- | ---------------------- |
| 21 | Portogallo (bandiera)  | C     | João Graça             |
| 22 | Brasile (bandiera)     | D     | João Pedro             |
| 23 | Argentina (bandiera)   | D     | Francisco Petrasso     |
| 27 | Argentina (bandiera)   | C     | Tobías Medina          |
| 29 | Grecia (bandiera)      | C     | Theofanīs Mpakoulas    |
| 34 | Turchia (bandiera)     | C     | Ege Tıknaz             |
| 76 | Portogallo (bandiera)  | C     | Martim Neto            |
| 80 | Germania (bandiera)    | C     | Ole Pohlmann           |
| 82 | Grecia (bandiera)      | D     | Konstantinos Kostoulas |
| 94 | Portogallo (bandiera)  | C     | Tim Sousa              |
| 95 | Brasile (bandiera)     | P     | Matheus Teixeira       |
| 98 | Inghilterra (bandiera) | D     | Omar Richards          |
| 99 | Albania (bandiera)     | P     | Antzelo Sina           |
|    | Venezuela (bandiera)   | A     | Junior Colina          |
|    | Egitto (bandiera)      | D     | Hassan Aboul-Maati     |

### Rosa 2023-2024
| N. |                       | Ruolo | Calciatore       |
| -- | --------------------- | ----- | ---------------- |
| 1  | Brasile (bandiera)    | P     | Lucas Flores     |
| 3  | Portogallo (bandiera) | D     | Miguel Nóbrega   |
| 4  | Brasile (bandiera)    | D     | Patrick William  |
| 5  | Argentina (bandiera)  | C     | Mateo Tanlongo   |
| 7  | Portogallo (bandiera) | C     | João Teixeira    |
| 8  | Portogallo (bandiera) | C     | Vítor Gomes      |
| 9  | Colombia (bandiera)   | A     | Leonardo Acevedo |
| 10 | Marocco (bandiera)    | C     | Amine            |
| 11 | Portogallo (bandiera) | C     | Bruno Ventura    |
| 12 | Polonia (bandiera)    | P     | Cezary Miszta    |
| 14 | Portogallo (bandiera) | C     | Joca             |
| 15 | Portogallo (bandiera) | C     | Adrien Silva     |
| 16 | Brasile (bandiera)    | D     | Sávio            |
| 17 | Portogallo (bandiera) | C     | Ukra             |
| 18 | Brasile (bandiera)    | P     | Jhonatan         |
| 20 | Portogallo (bandiera) | D     | Costinha         |

| N. |                        | Ruolo | Calciatore       |
| -- | ---------------------- | ----- | ---------------- |
| 21 | Portogallo (bandiera)  | C     | João Graça       |
| 22 | Ghana (bandiera)       | C     | Emmanuel Boateng |
| 23 | Portogallo (bandiera)  | D     | Josué Sá         |
| 24 | Colombia (bandiera)    | D     | Cristian Castro  |
| 27 | Grecia (bandiera)      | C     | Marios Vrousai   |
| 28 | Portogallo (bandiera)  | D     | Hélder Sá        |
| 33 | Brasile (bandiera)     | D     | Aderlan Santos   |
| 39 | Paesi Bassi (bandiera) | C     | Amine Rehmi      |
| 42 | Croazia (bandiera)     | D     | Renato Pantalon  |
| 54 | Portogallo (bandiera)  | C     | Hiago            |
| 70 | Portogallo (bandiera)  | A     | Zé Manuel        |
| 77 | Portogallo (bandiera)  | C     | Fábio Ronaldo    |
| 81 | Ghana (bandiera)       | C     | Aziz             |
| 82 | Brasile (bandiera)     | P     | Magrão           |
| 95 | Portogallo (bandiera)  | A     | André Pereira    |

### Rosa 2022-2023
| N. |                       | Ruolo | Calciatore       |
| -- | --------------------- | ----- | ---------------- |
| 1  | Brasile (bandiera)    | P     | Magrão           |
| 3  | Portogallo (bandiera) | D     | Miguel Nóbrega   |
| 4  | Brasile (bandiera)    | D     | Patrick William  |
| 6  | Portogallo (bandiera) | C     | Guga             |
| 7  | Argentina (bandiera)  | C     | Mateo Tanlongo   |
| 8  | Portogallo (bandiera) | C     | Vítor Gomes      |
| 9  | Colombia (bandiera)   | A     | Leonardo Acevedo |
| 10 | Marocco (bandiera)    | C     | Amine            |
| 11 | Portogallo (bandiera) | C     | Bruno Ventura    |
| 14 | Portogallo (bandiera) | C     | Joca             |
| 15 | Spagna (bandiera)     | C     | Miguel Baeza     |
| 16 | Brasile (bandiera)    | D     | Sávio            |
| 17 | Portogallo (bandiera) | C     | Ukra             |
| 18 | Brasile (bandiera)    | P     | Jhonatan         |

| N. |                       | Ruolo | Calciatore       |
| -- | --------------------- | ----- | ---------------- |
| 20 | Portogallo (bandiera) | D     | Costinha         |
| 21 | Portogallo (bandiera) | C     | João Graça       |
| 22 | Ghana (bandiera)      | C     | Emmanuel Boateng |
| 23 | Portogallo (bandiera) | D     | Josué Sá         |
| 27 | Portogallo (bandiera) | C     | Hernâni          |
| 30 | Grecia (bandiera)     | C     | Andreas Samarīs  |
| 33 | Brasile (bandiera)    | D     | Aderlan Santos   |
| 42 | Croazia (bandiera)    | D     | Renato Pantalon  |
| 70 | Portogallo (bandiera) | A     | Zé Manuel        |
| 75 | Portogallo (bandiera) | D     | Nuno Namora      |
| 77 | Portogallo (bandiera) | C     | Fábio Ronaldo    |
| 93 | Brasile (bandiera)    | C     | Paulo Vitor      |
| 95 | Portogallo (bandiera) | A     | André Pereira    |

### Rosa 2021-2022
| N. |                       | Ruolo | Calciatore      |
| -- | --------------------- | ----- | --------------- |
| 2  | Brasile (bandiera)    | D     | Junio           |
| 3  | Portogallo (bandiera) | D     | Ângelo Meneses  |
| 5  | Brasile (bandiera)    | D     | Hugo Gomes      |
| 6  | Portogallo (bandiera) | C     | Guga            |
| 8  | Portogallo (bandiera) | C     | Vítor Gomes     |
| 9  | Brasile (bandiera)    | A     | Ronan           |
| 10 | Grecia (bandiera)     | C     | Andreas Samarīs |
| 13 | Senegal (bandiera)    | D     | Alhassane Sylla |
| 14 | Portogallo (bandiera) | C     | Joca            |
| 17 | Portogallo (bandiera) | C     | Ukra            |
| 18 | Brasile (bandiera)    | P     | Jhonatan        |
| 20 | Portogallo (bandiera) | D     | Costinha        |
| 21 | Portogallo (bandiera) | C     | João Graça      |

| N. |                       | Ruolo | Calciatore        |
| -- | --------------------- | ----- | ----------------- |
| 22 | Brasile (bandiera)    | P     | Léo               |
| 24 | Portogallo (bandiera) | D     | Pedro Amaral      |
| 25 | Portogallo (bandiera) | A     | Zé Manuel         |
| 27 | Portogallo (bandiera) | C     | Rúben Gonçalves   |
| 33 | Brasile (bandiera)    | D     | Aderlan Santos    |
| 36 | Portogallo (bandiera) | D     | Sávio             |
| 42 | Croazia (bandiera)    | D     | Renato Pantalon   |
| 70 | Brasile (bandiera)    | C     | Gabrielzinho      |
| 75 | Portogallo (bandiera) | D     | Nuno Namora       |
| 80 | Capo Verde (bandiera) | C     | Zimbabwe          |
| 81 | Ghana (bandiera)      | A     | Abdul-Aziz Yakubu |
| 90 | Angola (bandiera)     | C     | Anderson Cruz     |
| 95 | Portogallo (bandiera) | A     | André Pereira     |

### Rosa 2020-2021
| N. |                          | Ruolo | Calciatore      |
| -- | ------------------------ | ----- | --------------- |
| 1  | Polonia (bandiera)       | P     | Paweł Kieszek   |
| 4  | Portogallo (bandiera)    | D     | Nélson Monte    |
| 5  | Brasile (bandiera)       | C     | Filipe Augusto  |
| 6  | Croazia (bandiera)       | D     | Toni Borevković |
| 7  | Angola (bandiera)        | A     | Gelson Dala     |
| 8  | Portogallo (bandiera)    | C     | Tarantini       |
| 9  | Brasile (bandiera)       | A     | Júnior Brandão  |
| 10 | Angola (bandiera)        | A     | Anderson Cruz   |
| 11 | Portogallo (bandiera)    | C     | Chico Geraldes  |
| 12 | Brasile (bandiera)       | C     | Junio           |
| 16 | Portogallo (bandiera)    | C     | Guga            |
| 17 | Portogallo (bandiera)    | D     | Fábio Coentrão  |
| 18 | Guinea-Bissau (bandiera) | C     | Pelé            |
| 19 | Brasile (bandiera)       | A     | Ronan           |
| 20 | Portogallo (bandiera)    | D     | Costinha        |
| 21 | Portogallo (bandiera)    | A     | Carlos Mané     |

| N. |                          | Ruolo | Calciatore      |
| -- | ------------------------ | ----- | --------------- |
| 22 | Brasile (bandiera)       | P     | Léo             |
| 23 | Croazia (bandiera)       | C     | Nikola Jambor   |
| 24 | Portogallo (bandiera)    | D     | Pedro Amaral    |
| 25 | Portogallo (bandiera)    | D     | Ivo Pinto       |
| 28 | Nuova Zelanda (bandiera) | D     | Nando Pijnaker  |
| 33 | Brasile (bandiera)       | D     | Aderlan Santos  |
| 37 | Portogallo (bandiera)    | A     | Manuel Namora   |
| 40 | Giappone (bandiera)      | C     | Ryōtarō Meshino |
| 45 | Portogallo (bandiera)    | A     | Leandro Silva   |
| 64 | Portogallo (bandiera)    | A     | Rafael Camacho  |
| 70 | Brasile (bandiera)       | C     | Gabrielzinho    |
| 74 | Brasile (bandiera)       | P     | Magrão          |
| 77 | Portogallo (bandiera)    | A     | André Pereira   |
| 80 | Portogallo (bandiera)    | C     | Diogo Teixeira  |
| 89 | Italia (bandiera)        | A     | Said Ahmed Said |

### Rosa 2019-2020
| N. |                       | Ruolo | Calciatore      |
| -- | --------------------- | ----- | --------------- |
| 1  | Polonia (bandiera)    | P     | Paweł Kieszek   |
| 2  | Brasile (bandiera)    | D     | Matheus Reis    |
| 4  | Portogallo (bandiera) | D     | Nélson Monte    |
| 5  | Brasile (bandiera)    | C     | Filipe Augusto  |
| 6  | Croazia (bandiera)    | D     | Toni Borevković |
| 7  | Portogallo (bandiera) | C     | Diogo Figueiras |
| 8  | Portogallo (bandiera) | C     | Tarantini       |
| 9  | Portogallo (bandiera) | A     | Bruno Moreira   |
| 10 | Brasile (bandiera)    | C     | Diego Lopes     |
| 11 | Portogallo (bandiera) | C     | Nuno Santos     |
| 12 | Brasile (bandiera)    | C     | Junio           |
| 14 | Brasile (bandiera)    | C     | Lucas Piazón    |

| N. |                          | Ruolo | Calciatore     |
| -- | ------------------------ | ----- | -------------- |
| 15 | Brasile (bandiera)       | D     | Aderlan Santos |
| 17 | Portogallo (bandiera)    | C     | Víto Ferreira  |
| 18 | Libia (bandiera)         | C     | Ali Elmusrati  |
| 21 | Portogallo (bandiera)    | A     | Carlos Mané    |
| 22 | Guinea-Bissau (bandiera) | D     | Nadjack        |
| 23 | Croazia (bandiera)       | C     | Nikola Jambor  |
| 24 | Portogallo (bandiera)    | D     | Pedro Amaral   |
| 33 | Brasile (bandiera)       | D     | Messias        |
| 57 | Angola (bandiera)        | A     | Gelson Dala    |
| 88 | Brasile (bandiera)       | P     | Paulo Vítor    |
| 98 | Portogallo (bandiera)    | P     | Carlos Alves   |

### Rosa 2018-2019
| N. |                       | Ruolo | Calciatore       |
| -- | --------------------- | ----- | ---------------- |
| 2  | Brasile (bandiera)    | D     | Matheus Reis     |
| 3  | Portogallo (bandiera) | D     | Miguel Rodrigues |
| 4  | Portogallo (bandiera) | D     | Nélson Monte     |
| 5  | Angola (bandiera)     | D     | Buatu            |
| 6  | Croazia (bandiera)    | D     | Toni Borevković  |
| 7  | Brasile (bandiera)    | C     | Murilo           |
| 8  | Portogallo (bandiera) | C     | Tarantini        |
| 9  | Portogallo (bandiera) | A     | Bruno Moreira    |
| 10 | Brasile (bandiera)    | C     | Diego Lopes      |
| 11 | Portogallo (bandiera) | C     | Nuno Santos      |
| 12 | Brasile (bandiera)    | C     | Junio            |
| 15 | Brasile (bandiera)    | C     | João Schmidt     |
| 17 | Portogallo (bandiera) | D     | Fábio Coentrão   |

| N. |                          | Ruolo | Calciatore        |
| -- | ------------------------ | ----- | ----------------- |
| 19 | Brasile (bandiera)       | A     | Ronan             |
| 21 | Brasile (bandiera)       | C     | Leandrinho        |
| 22 | Guinea-Bissau (bandiera) | D     | Nadjack           |
| 23 | Croazia (bandiera)       | C     | Nikola Jambor     |
| 25 | Portogallo (bandiera)    | D     | Afonso Figueiredo |
| 26 | Brasile (bandiera)       | C     | Gabrielzinho      |
| 29 | Brasile (bandiera)       | P     | Paulo Vítor       |
| 30 | Portogallo (bandiera)    | D     | Joca              |
| 57 | Angola (bandiera)        | A     | Gelson Dala       |
| 90 | Brasile (bandiera)       | C     | Wenderson Galeno  |
| 91 | Francia (bandiera)       | C     | Damien Furtado    |
| 95 | Brasile (bandiera)       | A     | Carlos Vinícius   |
|    | Portogallo (bandiera)    | D     | Rúben Semedo      |

### Rosa 2017-2018
| N. |                       | Ruolo | Calciatore     |
| -- | --------------------- | ----- | -------------- |
| 1  | Brasile (bandiera)    | P     | Cássio         |
| 3  | Portogallo (bandiera) | D     | Lionn          |
| 4  | Portogallo (bandiera) | D     | Nélson Monte   |
| 5  | Portogallo (bandiera) | D     | Yuri Ribeiro   |
| 6  | Portogallo (bandiera) | C     | Pedro Moreira  |
| 7  | Portogallo (bandiera) | A     | Hélder Guedes  |
| 8  | Portogallo (bandiera) | C     | Tarantini      |
| 12 | Brasile (bandiera)    | C     | Chico Geraldes |
| 13 | Portogallo (bandiera) | D     | Bruno Teles    |
| 17 | Portogallo (bandiera) | C     | João Novais    |
| 18 | Portogallo (bandiera) | C     | Vitó           |
| 20 | Portogallo (bandiera) | C     | Nuno Santos    |

| N. |                          | Ruolo | Calciatore     |
| -- | ------------------------ | ----- | -------------- |
| 21 | Brasile (bandiera)       | C     | Leandrinho     |
| 22 | Guinea-Bissau (bandiera) | D     | Nadjack        |
| 23 | Nigeria (bandiera)       | D     | Kelechi        |
| 25 | Portogallo (bandiera)    | C     | Pelé           |
| 26 | Brasile (bandiera)       | C     | Gabrielzinho   |
| 43 | Portogallo (bandiera)    | C     | Silvério Silva |
| 46 | Brasile (bandiera)       | D     | Marcelo        |
| 70 | Colombia (bandiera)      | C     | Oscar Barreto  |
| 71 | Portogallo (bandiera)    | P     | Rui Vieira     |
| 88 | Guinea-Bissau (bandiera) | A     | Yazalde        |
| 96 | Portogallo (bandiera)    | D     | Marcão         |
| 98 | Portogallo (bandiera)    | P     | Carlos Alves   |

### Rosa 2016-2017
| N. |                          | Ruolo | Calciatore       |
| -- | ------------------------ | ----- | ---------------- |
| 1  | Brasile (bandiera)       | P     | Cássio           |
| 2  | Guinea-Bissau (bandiera) | D     | Nadjack          |
| 3  | Portogallo (bandiera)    | D     | Aníbal Capela    |
| 4  | Portogallo (bandiera)    | D     | Nélson Monte     |
| 6  | Portogallo (bandiera)    | C     | Pedro Moreira    |
| 7  | Portogallo (bandiera)    | A     | Hélder Guedes    |
| 8  | Portogallo (bandiera)    | C     | Tarantini        |
| 10 | Croazia (bandiera)       | C     | Filip Krovinović |
| 12 | Brasile (bandiera)       | D     | Lionn            |
| 14 | Portogallo (bandiera)    | D     | André Vilas Boas |
| 16 | Portogallo (bandiera)    | D     | Tiago André      |
| 17 | Uganda (bandiera)        | A     | Luwagga Kizito   |
| 18 | Portogallo (bandiera)    | C     | Vitó             |
| 19 | Brasile (bandiera)       | A     | Ronan            |

| N. |                       | Ruolo | Calciatore          |
| -- | --------------------- | ----- | ------------------- |
| 20 | Portogallo (bandiera) | C     | João Novais         |
| 21 | Brasile (bandiera)    | C     | Leandrinho          |
| 24 | Capo Verde (bandiera) | A     | Héldon              |
| 25 | Portogallo (bandiera) | D     | Roderick Miranda    |
| 26 | Portogallo (bandiera) | D     | Pedrinho            |
| 31 | Portogallo (bandiera) | A     | Gil Dias            |
| 37 | Spagna (bandiera)     | C     | Adama Traoré Diarra |
| 46 | Brasile (bandiera)    | D     | Marcelo             |
| 55 | Portogallo (bandiera) | D     | Rafa Soares         |
| 71 | Portogallo (bandiera) | P     | Rui Vieira          |
| 75 | Guinea (bandiera)     | A     | Tafsir Chérif       |
| 88 | Portogallo (bandiera) | A     | Yazalde Gomes Pinto |
| 98 | Portogallo (bandiera) | P     | Carlos Alves        |

### Rosa 2015-2016
| N. |                        | Ruolo | Calciatore       |
| -- | ---------------------- | ----- | ---------------- |
| 1  | Brasile (bandiera)     | P     | Cássio           |
| 3  | Portogallo (bandiera)  | D     | Aníbal Capela    |
| 7  | Portogallo (bandiera)  | A     | Helder Guedes    |
| 8  | Portogallo (bandiera)  | C     | Tarantini        |
| 9  | Portogallo (bandiera)  | A     | Hélder Postiga   |
| 10 | Capo Verde (bandiera)  | A     | Kuca             |
| 11 | Bielorussia (bandiera) | C     | Renan Bressan    |
| 12 | Brasile (bandiera)     | D     | Lionn            |
| 14 | Portogallo (bandiera)  | D     | André Vilas Boas |
| 16 | Brasile (bandiera)     | D     | Edimar           |
| 17 | Portogallo (bandiera)  | A     | Ukra             |
| 20 | Portogallo (bandiera)  | C     | Pedro Moreira    |
| 23 | Croazia (bandiera)     | C     | Filip Krovinović |

| N. |                       | Ruolo | Calciatore       |
| -- | --------------------- | ----- | ---------------- |
| 24 | Capo Verde (bandiera) | A     | Héldon           |
| 25 | Portogallo (bandiera) | D     | Roderick Miranda |
| 26 | Portogallo (bandiera) | D     | Pedrinho         |
| 27 | Portogallo (bandiera) | C     | João Novais      |
| 29 | Brasile (bandiera)    | C     | Zé Paulo         |
| 30 | Ghana (bandiera)      | C     | Alhassan Wakaso  |
| 44 | Portogallo (bandiera) | D     | Nélson Monte     |
| 46 | Brasile (bandiera)    | D     | Marcelo          |
| 71 | Portogallo (bandiera) | P     | Rui Vieira       |
| 77 | Belgio (bandiera)     | A     | Joris Kayembe    |
| 88 | Portogallo (bandiera) | A     | Yazalde          |
| 98 | Portogallo (bandiera) | P     | Carlos Alves     |
| 99 | Brasile (bandiera)    | A     | Ronan            |

### Rose delle stagioni precedenti
- 2011-2012
- 2012-2013
- 2014-2015